# Dragon's Breath Cave
De Dragon's Breath Cave (Drachenhauchloch) is een grot aan de noordwestelijke grenzen van de Kalahari-woestijn in de omgeving van Grootfontein. In de grot bevindt zich op een diepte van 68 meter een groot ondergronds meer met een oppervlakte van minstens 2,61 hectare. Het meer zelf heeft een diepte van minstens 84 meter. De grot met dit meer is een onderdeel van een gigantisch grottenstelsel dat vol water staat. In het meer zit bijna al het water dat er in dat gebied te vinden is. 
De toegang van de Dragon's Breath Cave ligt in een 60 meter diepe smalle kloof waar erg veel planten in groeien doordat er warme vochtige damp uit het meer omhoog komt (vandaar de naam Dragon's Breath Cave). 
De grotten en het meer zijn een ecosysteem dat functioneert zonder invloed van buitenaf. Dit grottenstelsel werd in 1986 door Zuid-Afrikaanse speleologen ontdekt en is nog verre van volledig in kaart gebracht.